# Adapis
Adapis es un género extinto de primates de la familia adápidos perteneciente a la subfamilia Adapinae El género fue nombrado por Cuvier en 1822 y contiene al menos tres especies. Los machos de este género eran más grandes que las hembras, existiendo un notable dimorfismo sexual.

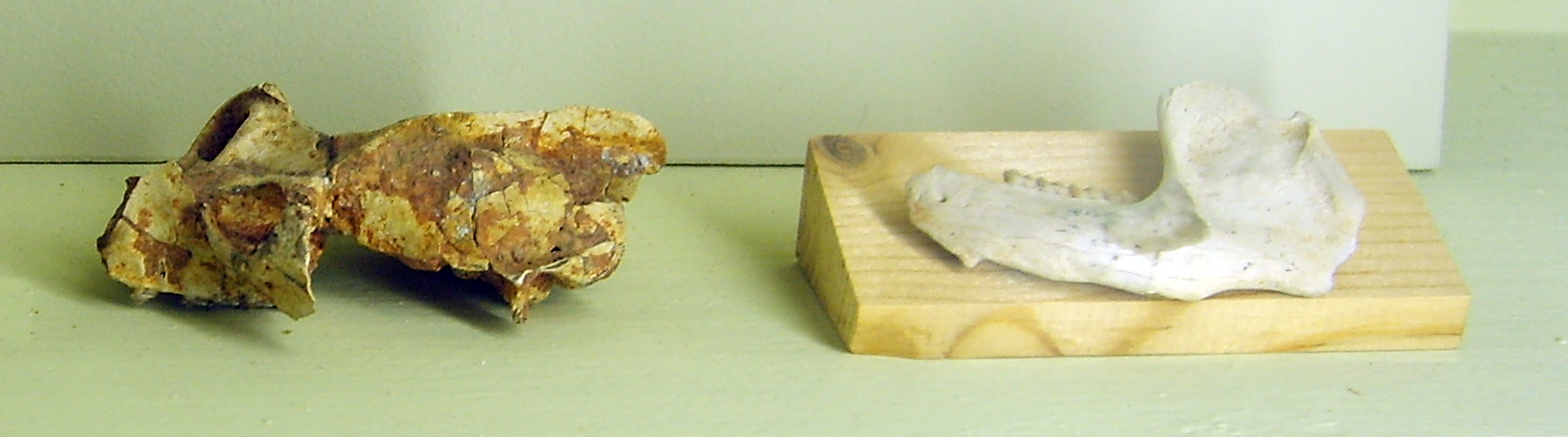
Adapis parisiensis, cráneo y mandíbula inferior expuestas en el Museo für Naturkunde, Berlín.